# Sysop
Sysop, acrônimo da expressão inglesa system operator, é o termo com que, na computação, é designada uma pessoa que administra um sistema ou rede. Éle é um administrador de um sistema de computador multiusuário, ou de uma comunidade virtual de serviço online, como um Bulletin Board System (BBS). A frase também pode ser usada para se referir a administradores de outros serviços de rede baseados na Internet. Os sysops normalmente não ganham dinheiro, mas doam suas atividades para a comunidade.
Historicamente, o termo operador de sistema se aplicava a operadores de qualquer sistema de computador, especialmente um computador mainframe. Em geral, um sysop é uma pessoa que supervisiona a operação de um servidor, normalmente em um grande sistema de computador. O uso do termo se tornou popular no final dos anos 1980 e 1990, originalmente em referência aos operadores de BBS onde, muitas vezes, o próprio sysop era também o dono do respectivo BBS. Uma pessoa com funções equivalentes em um host ou servidor de rede é normalmente chamada de sysadmin, abreviação de administrador de sistema.‌ Atualmente, esta expressão refere-se ao administrador de um sistema, ou operador com privilégios adicionais, tipicamente relacionados com a manutenção de um sistema de informação.
Os co-sysops eram usuários que recebiam certos privilégios de administrador em um BBS. Geralmente, eles ajudavam a validar usuários e monitorar fóruns de discussão. Alguns co-sysops serviam como arquivistas, revisando, descrevendo e publicando arquivos recém-carregados em diretórios de download apropriados.
Como tais deveres eram frequentemente compartilhados com os do sysadmin antes do advento da World Wide Web, o termo sysop é frequentemente usado de forma mais geral para se referir a um administrador ou moderador, como um administrador de fórum. Portanto, o termo sysadmin é tecnicamente usado para distinguir a posição profissional de um operador de rede.